# Buffalo County (Nebraska)
Buffalo County is een county in de Amerikaanse staat Nebraska.
De county heeft een landoppervlakte van 2.507 km² en telt 42.259 inwoners (volkstelling 2000). De hoofdplaats is Kearney.

## Bevolkingsontwikkeling

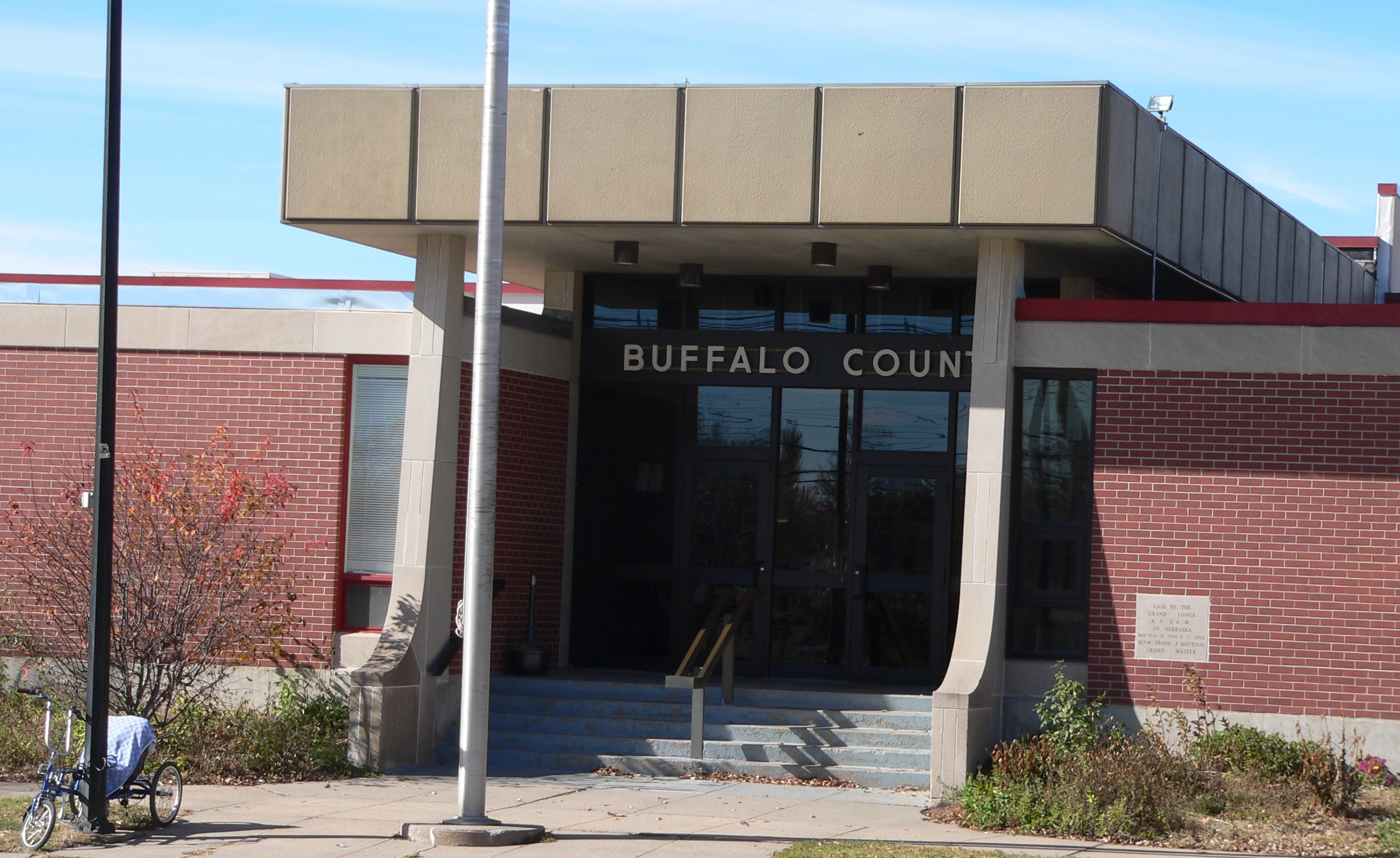
Buffalo County Courthouse